# 実録安藤組 襲撃篇
「実録安藤組 襲撃篇」（じつろくあんどうぐみ しゅうげきへん）は、1973年12月1日に公開された日本の映画。実録安藤組シリーズ第二作。
監督は佐藤純彌。主演は安藤昇。

## 概要
横井英樹襲撃事件から、安藤の逮捕までを描いたアクション映画である。

## キャスト
- 安藤昇：安藤昇
- 矢崎幹夫：梅宮辰夫
- 小山雄二：藤山浩二
- 須山明：袋正
- 水木道夫：安岡力也
- 平田武：郷鍈治
- 小野田稔：小林稔侍
- 立花勝男：花田達
- 川村豊：堀田真三
- ジロー：沢田浩二
- 江本：須賀良
- 中江昭麿：中丸忠雄
- 天野政道：水島道太郎
- 先山：深江章喜
- 康子：藤浩子
- 文子：中村英子
- 絹子：光川環世
- マダム：真湖道代
- 圭子：鹿沼絵里
- 児島の女房：小林千枝
- 銀座署長：近藤宏
- 捜査二課長：植田灯孝
- 小沢警部：八名信夫
- 杉山刑事：上田忠好
- 消防官：山田甲一
- バーテン：畑中猛重
- 田所：北川恵一
- 田所の妻：竹村清女
- 刑事部長：河合絃司
- 警視総監：山岡徹也
- 天野の護衛：日尾孝司、佐藤晟也
- 刑事：相馬剛三、山浦栄、横山繁、高野隆志
- 酔客：伊達弘
- 親分：沢彰謙
- 胴元：土山登士幸
- 安藤興業社員：宮地謙吾
- 記者：滝波錦司、三浦忍、菊池正孝
- 洋服屋：佐川二郎
- 運転手：滝島孝二
- 天野の秘書：木川哲也
- 会席の黒背広：高月忠
- 安藤の息子：長谷川誉
- 検問の警官：五野上力
- アナウンサー：木村修
- 事務員：佐々木順子
- 児島：丹波哲郎
- ノンクレジット
- 天野の護衛：清水照夫
- 消防官：泉福之助
- 刑事：美原亮三
- 赤坂支社社員：大泉公孝
- 記者：高島志敏
- 主婦：山本緑、伊藤慶子

## スタッフ
- 監督：佐藤純彌
- 脚本：石松愛弘
- 原作：安藤昇
- 企画：吉田達
- 撮影：仲沢半次郎
- 美術：北川弘
- 音楽：日暮雅信
- 録音：井上賢二
- 照明：川崎保之丞
- 編集：田中修
- 助監督：岡本明久
- スチル：加藤光雄

## 同時上映
- 恐怖女子高校 アニマル同級生
- 主演：池玲子
- 監督：志村正浩